# Сериков, Сергей Филиппович
Сергей Филиппович Сериков (29 ноября 1949, Ростовская область — 12 января 2016, Павлодар) — советский и казахстанский баскетбольный тренер, заслуженный тренер Республики Казахстан.

## Биография
Родился в Ростовской области. После переезда в КазССР, окончил среднюю школу №3 в Павлодаре и с 1967 по 1969 год проходил службу в рядах Советской Армии.
В 1975 году после окончания Павлодарского педагогического института по направлению Министерства просвещения Казахской ССР был принят преподавателем на кафедру спортивных игр этого же института.
В 1981 после защиты диссертации в Московском научно-исследовательском институте физиологии детей и подростков АПН СССР ему была присвоена ученая степень кандидата педагогических наук и звание доцента ВАК.
В 1983 году создал женскую баскетбольную команду «Иртыш» и  являлся её бессменным руководителем до 2016 года. За время своего существования команда претерпела ряд изменений в названии («КДС Темп», «Нафта», «Бастау» и, наконец, «Иртыш»).
В 1997-2008 годах являлся главным тренером национальной женской сборной Казахстан по баскетболу.
Опубликовал более 30 научных работ по проблемам физического воспитания и спортивной тренировки, выступал с докладами на четырёх
международных конференциях в Берлине, Каменец-Подольске, Москве и Ленинграде.
За вклад в развитие спорта в Павлодарской области и Республике Казахстан в 2014 году был награждён орденом «Курмет».